# Kádasgambiet
Het Kádasgambiet is in het schaken een variant van de Desprezopening of Kádasopening (1. h4). Het gambiet is vernoemd naar de Hongaarse meester Gábor Kádas. De beginzetten van dit gambiet zijn:
1. h4 d5
2. d4 c5
3. Pf3 cxd
4. c3
Het Kádasgambiet behoort tot de flankspelen en valt onder ECO-code A00, de onregelmatige openingen.